# Jaan Tallinn

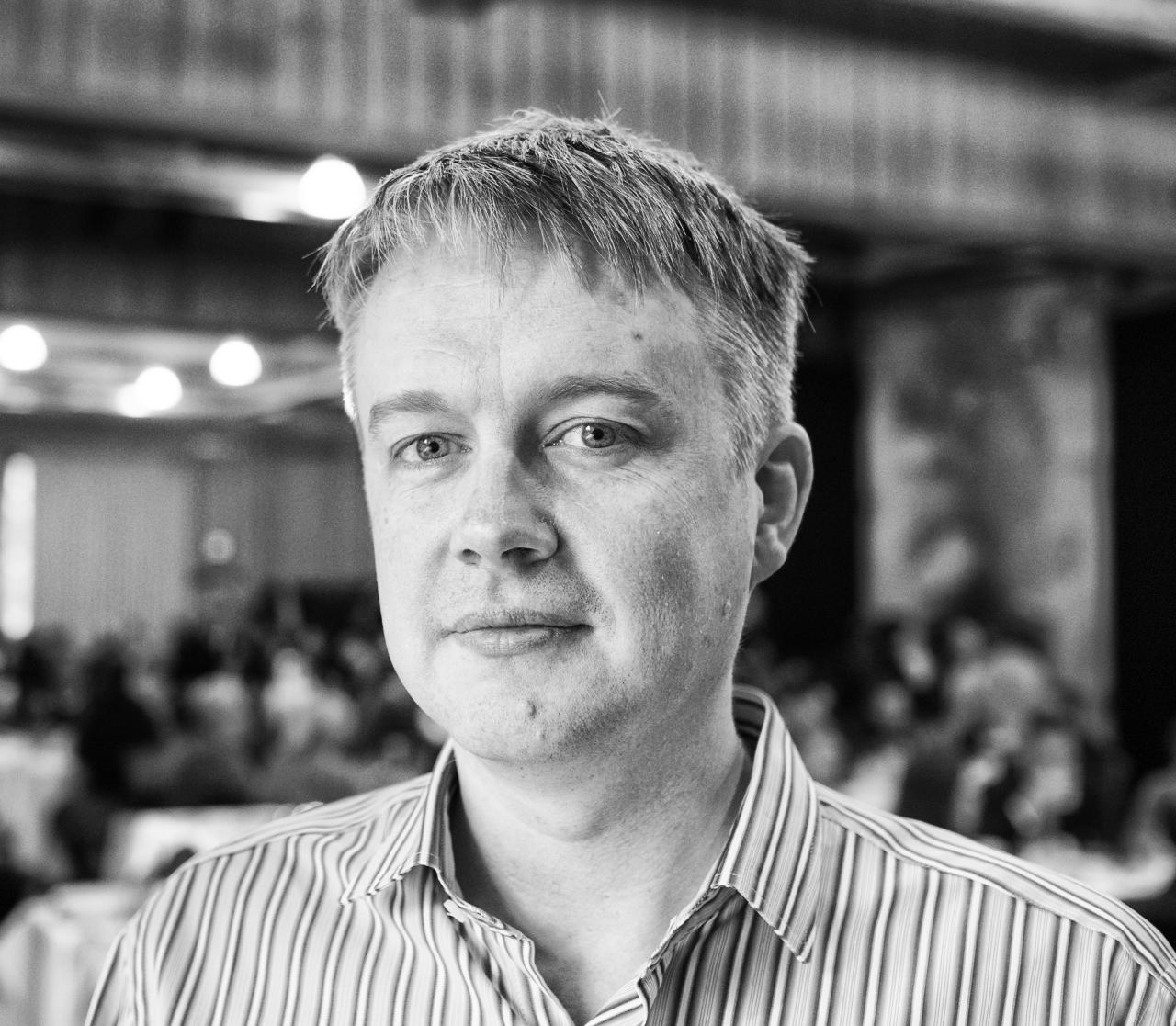
Jaan Tallinn (2014)

Jaan Tallinn (nacido el 14 de febrero de 1972 en Tallinn) es un programador estonio que participó en el desarrollo de Skype y de FastTrack/Kazaa, una aplicación para el intercambio de archivos entre partes.
Jaan Tallinn es socio y cofundador de la empresa de desarrollo Bluemoon], creadora del juego SkyRoads. Tallinn obtuvo una diplomatura en física teórica por la Universidad de Tartu con una tesis relacionada con el transporte interestelar por medio de curvaturas en el espacio-tiempo.
Tallinn es uno de los fundadores del Centre for the Study of Existential Risk, y del Future of Life Institute, y es uno de los cofundadores de MetaMed, una empresa de investigación en medicina personalizada. Asimismo, Tallinn donó USD 364,000 al Machine Intelligence Research Institute., y promueve activamente la investigación de los riesgos existenciales.